# 트레 토리역
트레 토리 역 (Tre Torri)은 밀라노 지하철 5호선의 역이다.

## 역사
밀라노 지하철 5호선 계획은 2006년에 처음으로 시작됐다. 트레 토리 역은 5호선의 두번째 구간에 포함되어 2010년부터 공사에 들어갔다. 다만 실제로는 2011년부터 2012년경에 시작됐다.
트레 토리 역은 2015년 11월 14일에 문을 열고 영업에 들어갔다. 5호선의 미개통 역 중에서는 가장 마지막까지 남아있던 역이었으며, 그동안에는 열차가 무정차 통과했다.

## 역 구조
트레 토리 역은 5호선의 다른 모든 역과 마찬가지로 1면 2선 구조로 되어 있으며 휠체어로 접근이 가능하고, 승강장에 스크린도어가 설치되어 있다. 또한 밀라노 지하철의 도심 구간 내에 있는 역이기도 하다.
트레 토리 역 부근에는 시티라이프 단지가 자리해 있다. 이곳은 2018년까지 완공될 마천루 단지로, 총 세 개의 마천루가 들어서는데 설계자의 이름을 따서 각각 하디드 타워 (lo Storto), 리베스킨드 타워 (il Curvo), 이소자키 타워  (il Dritto)로 부른다..

## 시설
- 장애인 접근시설
- 엘리베이터
- 에스컬레이터
- 역내 감시카메라